# Giovanni Francesco Bafico
Giovanni Francesco Bafico (Chiavari, 1622 – Genova, 1694) è stato un religioso e poeta italiano.

## Biografia
Bafico, nativo di Chiavari, fu padre barnabita ed oratore ufficiale della Repubblica di Genova. Si distinse anche come poeta comico-realistico del XVII secolo di lingua ligure; sua opera principale fu il Lamento dra reginna de Svezia traduto in lengua darseniella e adattou sciu Lucrezia in ra morte de so galante che richiamava sia lo stile del Cavalli che del Rossi.
Nel 1651 realizzò l'Oda nella morte dell'Eccellentissimo Sig. Don Carlo Doria Duca di Tursi, e Tenente Generale del Mare per SUa Maestà Cattolica in onore di Carlo Doria.

## Opere
- Lamento dra reginna de Svezia traduto in lengua darseniella e adattou sciu Lucrezia in ra morte de so galante
- Oda nella morte dell'Eccellentissimo Sig. Don Carlo Doria Duca di Tursi, e Tenente Generale del Mare per SUa Maestà Cattolica, 1651